# Góra Świętej Anny

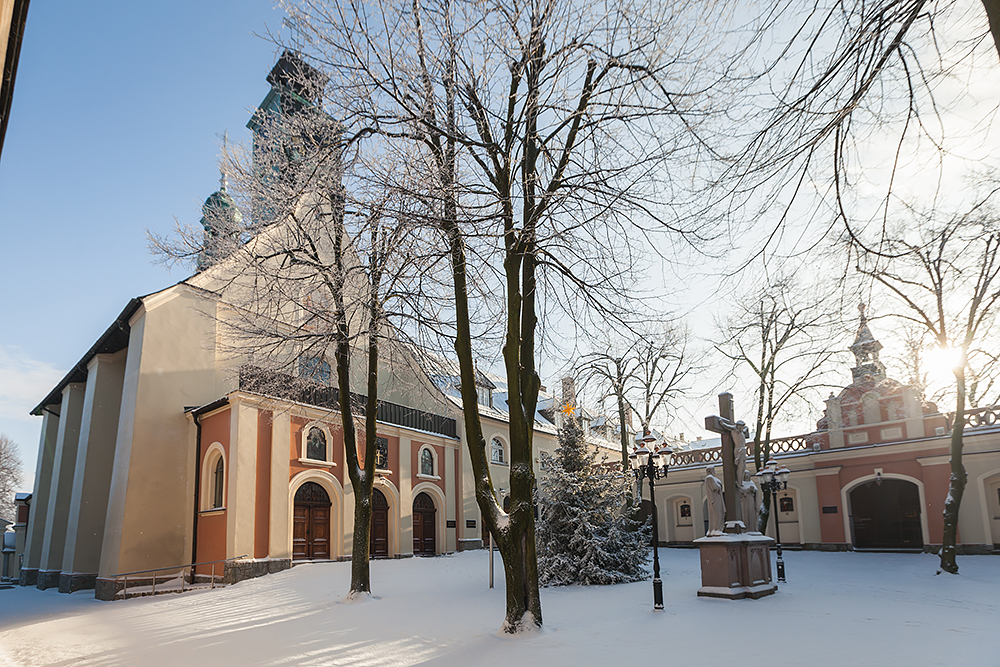
Rajski Plac oraz wejście do bazyliki św. Anny

Góra Świętej Anny (niem. Sankt Annaberg) – najwyższe wzniesienie grzbietu Chełma na Wyżynie Śląskiej o wysokości 408 m n.p.m. w obrębie gminy Leśnica. Wysokość względna mierzona od dna doliny Odry (przepływającej w odległości 6,7 km) wynosi około 220 m. Na szczycie i stokach wzgórza znajduje się wieś o tej samej nazwie.

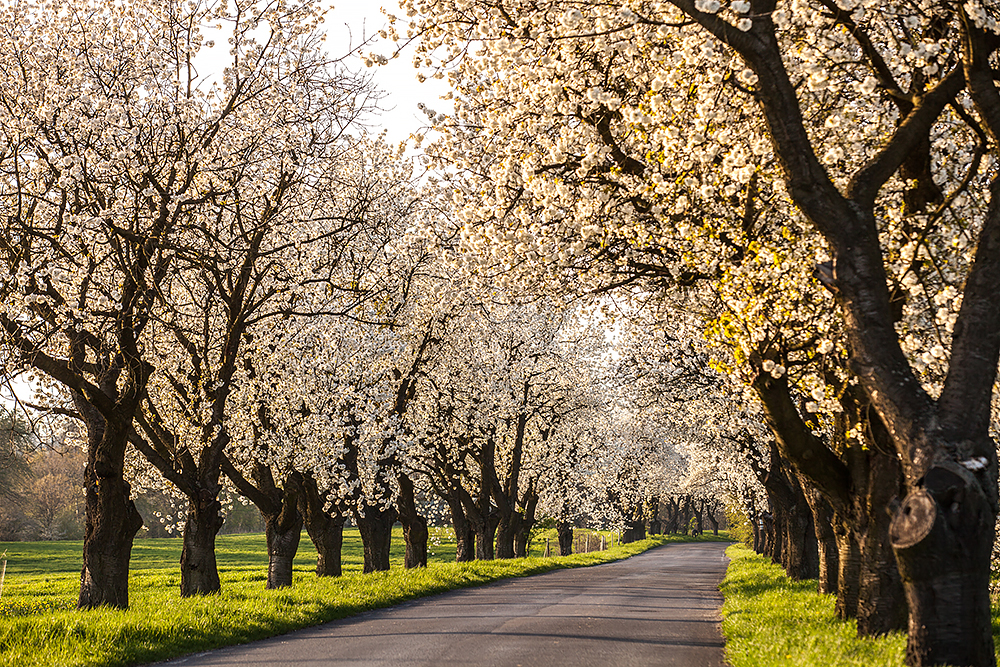
Kwitnąca aleja czereśniowa przyciąga sporo fotografujących

## Nazwa
Pierwotnie góra zwana była Górą Chełmską lub Chełmem. Wymieniona w 1561 jako Georgenberg. W roku 1613 śląski regionalista i historyk Mikołaj Henel z Prudnika wymienił górę w swoim dziele o geografii Śląska pt. Silesiographia podając jej łacińską nazwę: D. Annae mons, a w 1679 wymieniona jest po łacinie jako monte Heim. W języku niemieckim nazywana jest Sankt Annaberg, śl: Świyntô Ana, Anaberg. Polską nazwę Chełm, górę na „1350 stóp wysoką, Swiętojańską zwaną” w książce „Krótki rys jeografii Szląska dla nauki początkowej” wydanej w Głogówku w 1847 wymienił śląski pisarz Józef Lompa.

## Geografia
Z geograficznego punktu widzenia nie jest to góra, lecz wysokie wzgórze. Jest twardzielcem nefelinitowym w obrębie zrębu Chełma, zbudowanego z wapiennych skał triasu. Nefelinity i zawarte w nich wielkie (do 80 m) bloki wapieni triasu i kredy oraz kredowych piaskowców, a także piroklastyki związane są z zapadnięciem się wulkanu istniejącego tu 27 mln lat temu (oligocen) i powstaniem kaldery. Obecnie odsłaniające się skały pochodzą z najgłębszej części kaldery, znajdującej się kilkadziesiąt metrów poniżej powierzchni, na której stał stożek wulkaniczny. Sam stożek został całkowicie zerodowany w neogenie. Miejscami stoki wzgórza przykryte są lessami związanymi ze zlodowaceniem północnopolskim.
Na południowym stoku wzgórza istnieją nieczynne kamieniołomy: nefelinitu (Rezerwat przyrody Góra Św. Anny) oraz dwa wapienia. W rezerwacie występuje niewielka krasowa Jaskinia w Rezerwacie o długości 5 m, a po drugiej stronie krawędzi znajduje się trochę mniejsza jaskinia. Rezerwat, od 2006, udostępniony jest turystom dzięki ścieżce dydaktycznej. Spośród chronionych zwierząt można tam napotkać m.in.: żmiję zygzakowatą, gniewosza i padalca.

## Klasztor franciszkański na Górze św. Anny
Obecnie na Górze św. Anny znajduje się bazylika i sanktuarium, z figurką św. Anny Samotrzeciej (XV wiek) z jej relikwiami, franciszkański zespół klasztorny z Rajskim Placem (dziedzińcem arkadowym) z lat 1733-1749, na którym stoi 15 stuletnich konfesjonałów, jest także grota wykonana na wzór groty z Lourdes oraz 40 kaplic kalwaryjnych z lat 1700–1709. Na szczycie Góry św. Anny zbudowano w latach 80. XV wieku klasztor i kościół, który od XVIII wieku jest ważnym centrum pielgrzymkowym.

## Bitwa w rejonie Góry św. Anny w 1921 r.
Góra św. Anny była miejscem walk z Freikorpsem w czasie III powstania śląskiego.

## Wieś Góra św. Anny
Na zachodnich oraz północnych stokach wzgórza rozlokowana jest duża wieś o nazwie Góra św. Anny, na południowym stoku znajdują się liczne stacje drogi kalwaryjnej, a na wschodnim stoku cmentarz oraz zabudowania Domu Pielgrzyma klasztoru franciszkańskiego.

## Pomnik Xawerego Dunikowskiego i amfiteatr
Jest to główne miejsce uroczystości poświęconych pamięci poległych w powstaniach śląskich i jeden z bardziej znanych tego typu obiektów na Śląsku.

## Park Krajobrazowy Góra św. Anny
Góra św. Anny jest najwyższym wzniesieniem powołanego w 1988 roku Parku Krajobrazowego o tej samej nazwie. Obszar Parku Krajobrazowego obejmuje tereny o bogatej rzeźbie, licznie występują tu chronione gatunki grzybów i roślin. Głównymi zagrożeniami przyrody Parku są zanieczyszczenia atmosferyczne oraz wybudowana autostrada A4, która podzieliła Park na dwie części, a której budowa wywołała protesty społeczne poparte przez ludzi nauki i kultury. Rejon Góry św. Anny jest uznany za geopark od 2010.

## Góra Świętej Anny w literaturze
- Górze św. Anny swój poemat "Góra Chełmska, czyli Święta Anna z klasztorem oo. franciszkanów. Wspomnienia z r. 1875" zadedykował śląski poeta Norbert Bończyk[11]
- W okolicach Góry Świętej Anny, na nieistniejącym dziś, poniemieckim lotnisku w Ligocie Dolnej rozgrywa się akcja powieści Góra Czterech Wiatrów Marii Kann.
- Józef Lompa górnośląski działacz społeczny, etnograf, nauczyciel, poeta i publicysta zadedykował Górze św. Anny dwa dzieła ze swojej twórczości:
  - "Historya o pobożnej i błogosławionej Petroneli, polskiej pustelnicy na górze Chełm u S. Anny w Górnym Szląsku". pbi.edu.pl. [zarchiwizowane z tego adresu (2012-03-08)]. cyfrowa wersja tekstu online z 1855 roku
  - "Kwiaty moralne zbierane na Górze Świętej Anny w Górnym Szląsku, wydawające najprzyjemniejszą wonność i posiłek dla dusz pobożnych chrześciańskich : bukiet pierwszy". pbi.edu.pl. [zarchiwizowane z tego adresu (2012-03-08)]. cyfrowa wersja tekstu online z 1854 roku.
- W 2024 roku ukazała się powieść apokaliptyczna "Znak z góry" autorstwa Pawła Brola, której akcja rozgrywa się na Górze Świętej Anny[12].